# دانشگاه سون یات سن
دانشگاه سون یات سن توسط دکتر Sun Yat-sen تأسیس شده‌است و بیش از ۱۰۰ سال سابقه آموزشی در چین دارد. این دانشگاه یک مرکز تحقیقاتی، علمی و فرهنگی برای توسعه استعدادها در جنوب چین است. دانشگاه سون یات سن تحت نظارت مستقیم وزارت آموزش و پرورش جمهوری خلق چین است و به شدت از سوی استان گوانگدونگ، حمایت می‌شود. دانشگاه سان یات سن چین یک دانشگاه جامع مدرن توسعه‌یافته‌است که یکی از دانشگاه‌های برتر در سطح ملی و دانشگاهی شناخته شده در سطح بین‌المللی است که مورد توجه علاقه‌مندان به تحصیل در چین نیز می‌باشد. این دانشگاه پنج پردیس دانشگاهی در سه شهر گوانگجو، ژوهای و شنزن و ده بیمارستان وابسته دارد و تلاش می‌کند تا به یک دانشگاه مطرح در سطح جهانی و یک مرکز جهانی یادگیری تبدیل شود. در رتبه‌بندی دانشگاه‌های جهان ARWU (که اغلب به عنوان رتبه‌بندی شانگهای شناخته می‌شود) در سال ۲۰۱۹دانشگاه سون یات سن در میان ۶ دانشگاه برتر چین و در میان ۱۲۱ دانشگاه برتر دنیا قرار گرفته‌است. دانشگاه سون یات سن در مقطع کارشناسی و تحصیلات تکمیلی رشته‌های علوم انسانی، علوم اجتماعی، علوم طبیعی، فناوری، علوم پزشکی، فارماکولوژی و علوم مدیریتی را ارائه می‌دهد.

## رتبه‌بندی
بر اساس رتبه‌بندی دانشگاه‌های جهان در آموزش عالی توسط موسسهٔ تایمز در سال ۲۰۱۹، دانشگاه سون یات سن در بین ۳۵۰ دانشگاه برتر جهان قرار دارد و براساس نظامِ رتبه‌بندی QS در سال ۲۰۱۹، این دانشگاه در رتبه ۲۹۵ دانشگاه برتر دنیا قرار دارد و ۱۲اُمین دانشگاه برتر چین می‌باشد.